# Малые Коряки
Малые Коряки — деревня в Велижском районе Смоленской области России. Входит в состав Печенковского сельского поселения. Население — 12 жителей (2007).

## География
Расположена в северо-западной части области в 14 км к юго-востоку от Велижа.

## История
В годы Великой Отечественной войны деревня была оккупирована гитлеровскими войсками в июле 1941 года, освобождена в сентябре 1943 года.

## Инфраструктура
Личное подсобное хозяйство.

## Транспорт
В 4 км восточнее автодорога Р133 Смоленск — Невель. В 70 км южнее деревни расположена железнодорожная станция Голынки на линии Смоленск — Витебск.